# Vällingklockan
Vällingklockan, även När vällingklockan ringde, är en sång från 1977 av den svenske musikern Ola Magnell. Den finns med på hans tredje studioalbum Höstkänning (1977).
Låten spelades in 4 juni 1977 i Muscle Shoals Sound Studio, Sheffield, Alabama, USA och producerades av Anders Burman. Medverkade gjorde Magnell (sång), Barry Beckett (klaviatur), Ken Bell (gitarrer), Jimmy Johnson (gitarrer), David Hood (bas) och Roger Hawkins (trummor). Även Marie Bergman medverkade på sång.
Bergman tolkade låten på Närma mej (1977) och Kristofer Åström och Ronny Eriksson gjorde en version tillsammans på tributalbumet Påtalåtar - en hyllning till Ola Magnell (2005). Därutöver har den i Magnells version medtagits på samlingsalbumet Ola Magnell: 74-87 (1994) samt Ola Magnell: Guldkorn (2000).

## Medverkande
- Barry Beckett – klaviatur
- Ken Bell – gitarrer
- Marie Bergman – sång
- Roger Hawkins – trummor
- David Hood – bas
- Jimmy Johnson – gitarrer
- Ola Magnell – sång

### Fotnoter
1. 1 2  ”Ola Magnell”. Svensk mediedatabas. Arkiverad från originalet den 25 juli 2014. https://web.archive.org/web/20140725171117/http://smdb.kb.se/catalog/search?q=ola%20magnell&sort=OLDEST. Läst 24 januari 2013.
2. ↑  ”Höstkänning”. Ola Magnell. http://www.magnell.nu/diskografi/h%C3%B6stk%C3%A4nning-1525599. Läst 24 januari 2013.